# آموزش اشتباه کامرون پست (فیلم)
آموزش اشتباه کامرون پست (به انگلیسی: The Miseducation of Cameron Post)، یک فیلم مستقل در ژانر درام به کارگردانی دزیره اخوان و محصول سال ۲۰۱۸ آمریکا و انگلستان است. فیلم‌نامه این فیلم توسط دزیره اخوان بر اساس رمانی به همین نام نوشته امیلی دنفرس به رشته تحریر درآمده است. داستان فیلم دربارهٔ دختری به نام کامرون پست است که به یک مرکز تبدیل درمانی فرستاده می‌شود تا تمایلات هم‌جنس‌خواهانه اش مهار شود. کلویی گریس مورتس، جان گلگر، جونیور، ساشا لین، فارست گودلاک، مارین ایرلند و اوون کمبل از جمله بازیگران فیلم هستند.
آموزش اشتباه کامرون پست، نخستین بار در تاریخ ۲۲ ژانویه ۲۰۱۸ و در جشنواره فیلم ساندنس به روی پرده رفت. فیلم اکران سراسری خود را در آمریکا از تاریخ ۳ اوت ۲۰۱۸ و در انگلستان در تاریخ ۷ سپتامبر آغاز کرد. فیلم با واکنش اغلب مثبت منتقدان مواجه شد و در زمینه اجرای تیم بازیگری مورد تحسین قرار گرفت.

## داستان
در سال ۱۹۹۳، کامرون پست نوجوان مخفیانه درگیر یک رابطه عاشقانه همجنس گرایانه با دوست دخترش، کولی تیلور می‌شود.کامرون شبی در راه برگشت از جشن همراه دوست و دوست پسرش وقتی با دوست‌اش در ماشین تنها می‌ماند اقدام به رابطه جنسی با او می‌کند و با سر رسیدن دوست پسر کامرون رابطه مخفی آن‌ها لو میرود. عمه کامرون، روت، یک مسیحی معتقد، کامرون را به وعده خدا، یک مرکز درمانی تبدیل همجنسگرایان برای نوجوانان می فرستد. این توسط دکتر لیدیا مارش سختگیر و برادرش کشیش ریک اداره می شود که ادعا می کند روش های خواهرش او را از همجنس گرایی خود پس از اینکه دو عضو کلیسایش او را از یک بار همجنسگرا "نجات دادند" او را درمان کرد.
کامرون با دو تن از "شاگردهای" همکار خود، جین فوندا، که در کمون هیپی ها بزرگ شده بود، و آدام رد ایگل، یک لاکوتا که پدرش به مسیحیت گرویده است، دوست می شود. این سه نوجوان به دلیل سرکشی متقابل و بدبینی آنها نسبت به هدف اردوگاه با هم پیوند می خورند... 

## بازیگران
- کلویی گریس مورتس
- جان گلگر، جونیور
- ساشا لین
- فارست گودلاک
- مارین ایرلند
- اوون کمپبل
- کری باتلر
- کوئین شپرد
- امیلی اسکگز
- ملانی ارلیچ
- جنیفر ایلی